# موکب

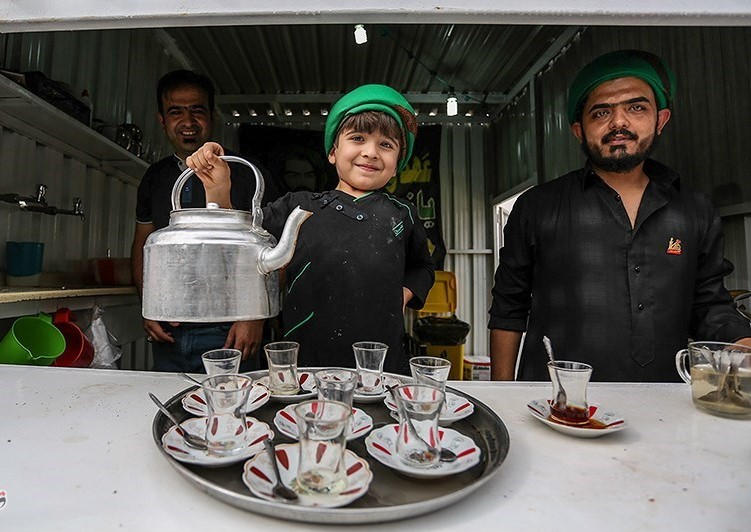
پیاده روی زائران اربعین حسینی- آبان 1396

موکِب اصطلاحاً به ایستگاه‌های خدمات‌رسانی زائران یا گروه‌های همراه برای اسکان، پذیرایی و خوراک‌دهی زائران اماکن مقدس مذهبی، به‌ویژه اماکن شیعی گفته می‌شود. جمع آن مواکِب است و به مسئولان موکب، موکب‌دار گفته می‌شود.
در ایران و عراق برای پذیرش زایران مراسم اربعین حسینی به غیر از موکب‌های اسکان و تغذیه، برخی موکب‌ها هم برای میان‌وعده، نظافت، پاکسازی، خیاطی، واکس، ویلچر و تعمیرات در نظر گرفته می‌شود.
محل اسکان و پذیرایی موکب‌ها و گنجایش آنها با یکدیگر متفاوت است؛ بزرگترین موکب‌های اربعین ۱۰۰ هزار نفر و کوچکترین موکب ۲۰۰ نفر را در خود اسکان می‌دهند.
کلیه خدمات ارائه شده در موکب ها رایگان است. بالاتر از آن این که زائرین گاهی اوقات با التماس موکب داران برای دریافت خدمات مواجه می شوند! موکب داران انواع خدمات از انواع نوشیدنی ها و خوراکی ها تا مشت و مال را در راه تقرب به حسین بن علی به زائرین اهدا می کنند. این موکب ها در تمام مسیر نجف تا کربلا و در سایر شهرهای ایران و عراق در ایام اربعین برپا هستند 